# Ian Livingstone
Sir Ian Livingstone (Prestbury, 29 dicembre 1949) è un autore di giochi e imprenditore britannico.
Fondatore insieme a Steve Jackson e John Peake della Games Workshop, è co-autore della serie Dimensione avventura.

## Carriera
Entra nel mercato dei videogiochi con Domark e fa il suo ingresso in Eidos Interactive dopo la fusione di quattro società britanniche. In seguito all'acquisizione dell'azienda da parte di Square Enix, viene promosso a presidente onorario della società.